# Prombach
Prombach ist ein Ortsteil von Nümbrecht im Oberbergischen Kreis im südlichen Nordrhein-Westfalen innerhalb des Regierungsbezirks Köln.

## Lage und Beschreibung
Der Ort liegt in Luftlinie rund 4,1 km nordöstlich vom Ortszentrum von Nümbrecht entfernt.

## Geschichte
1316 wurde der Ort als „Prunnbech“ erstmals urkundlich erwähnt.
Prombach war früher bekannt durch den Galgen, der von 1520 bis 1720 auf der Anhöhe „Alter Galgen“ errichtet war. Später wurde das Gericht nach Abbenroth verlegt.

## Vereinswesen
- Gemeinnütziger Verein Prombach e. V. mit seinem Dorfgemeinschaftshaus